# Ш-7

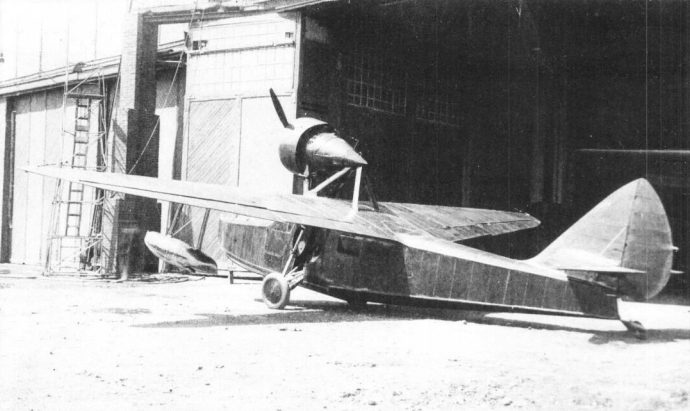
Ш-7 во время испытаний

Ш-7 — шестиместная летающая лодка-амфибия конструкции В. Б. Шаврова, предназначалась для связи между полярными станциями, ледовой разведки с кораблей и выполнения других задач в северных районах СССР. Самолет был спроектирован в 1939 году, а построен и испытан в 1940. Испытания, проведённые лётчиком Е. О. Федоренко, признали удачными, и было принято решение о запуске Ш-7 в серийное производство на ремонтном заводе Главсевморпути. Однако с началом войны от планов производства самолёта пришлось отказаться. Опытный образец Ш-7 использовался для перевозки почты до выработки ресурса.

## Лётно-технические характеристики
Технические характеристики
- Экипаж: 2
- Пассажировместимость: 4
- Грузоподъёмность: 350 кг
- Длина: 9,4 м
- Размах крыла: 13 м
- Высота:
- Площадь крыла: 23,3 м2
- Профиль крыла: NACA-23016 (23012 на конце)
- Масса пустого: 1230 кг
- Максимальная взлётная масса: 1900 кг
- Масса топлива во внутренних баках: 320 кг (топливо + масло)
- Силовая установка: 1 × ПД МГ-31Ф
- Мощность двигателей: 1 × 330 л.с.
- Воздушный винт: двухлопастный деревянный

Лётные характеристики
- Максимальная скорость: 218 км/ч
- Перегоночная дальность: 920 км
- Практический потолок: 3000 м
- Нагрузка на крыло: 81 кг/м2
- Длина разбега: 215 м
- Длина пробега: 107 м

Вооружение
- Стрелково-пушечное: стрелковая установка ТТ-1 с одним пулемётом ШКАС (300 патронов)[2]